# 卡羅莉娜·施普雷姆

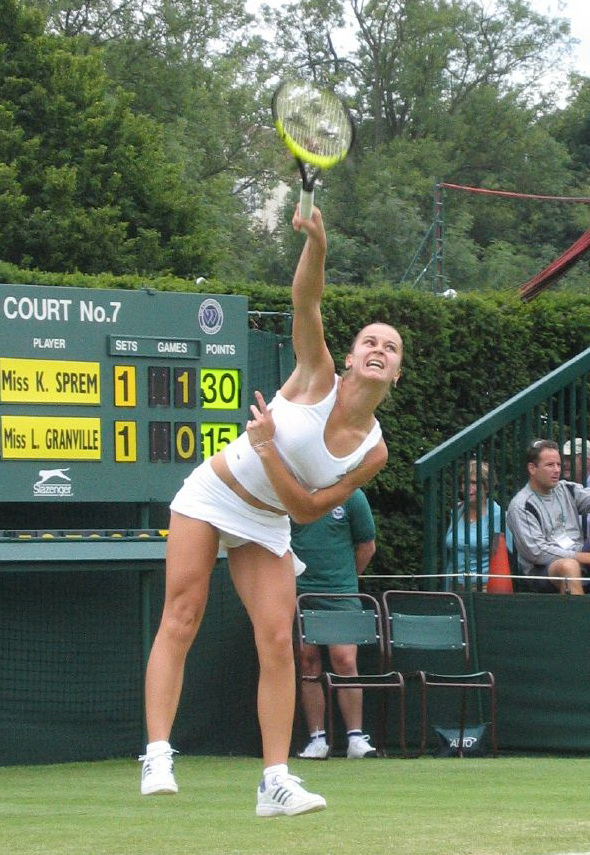
卡羅莉娜·施普雷姆

卡羅莉娜·施普雷姆（Karolina Šprem，1984年10月25日—）是一位克羅埃西亞的職業網球網球運動員。
她曾經拿下8項冠軍（7單打，1個雙打），都屬於ITF，尚未贏得任何WTA巡迴賽冠軍。職業生涯的高點是在2004年溫網八強，在第二輪擊敗兩屆溫網冠軍、四次進入決賽、當時世界排名第8的維納斯·威廉絲，在八強賽他輸給了林賽·達文波特。

## 大滿貫單打戰績表
| 賽事               | 2003 | 2004 | 2005 | 2006 | 2007 | 2008 | 2009 |
| ------------------ | ---- | ---- | ---- | ---- | ---- | ---- | ---- |
| 澳大利亞網球公開賽 | A    | 1R   | 4R   | 2R   | 1R   | A    | 1R   |
| 法國網球公開賽     | A    | 1R   | 2R   | 3R   | A    | 1R   | 1R   |
| 溫布頓網球錦標賽   | 2R   | QF   | 1R   | 3R   | A    | A    | 1R   |
| 美國網球公開賽     | 1R   | 1R   | 1R   | 1R   | A    | 1R   |      |

## 外部連結
- 卡羅莉娜·施普雷姆的国际女子网球协会官方資料（英文）
- 卡羅莉娜·施普雷姆的國際網球總會 職業／青少年 官方資料（英文）
- Fed Cup - Player profile - Karolina SPREM (CRO)（页面存档备份，存于）